# Salisbury (Vermont)
Salisbury ist eine Town im Addison County des Bundesstaates Vermont in den Vereinigten Staaten mit 1221 Einwohnern (laut Volkszählung von 2020).

## Geografie

### Geografische Lage
Salisbury liegt am Übergang von den westlichen Ausläufern der Green Mountains zur Ebene um den östlich gelegenen Lake Champlain. Wichtigster Fluss ist der Otter Creek, der zugleich die Westgrenze der Town bildet; ihm fließen mehrere kleinere Wasserläufe aus den Bergen zu: Voters Brook, Sucker Brook, Dutton Brook und Halnon Brook sind davon erwähnenswert. Die nördliche Hälfte von Lake Dunmore gehört ebenfalls zu Salisbury; es ist der größte See der Gemeinde; ein Stausee, das Sucker Brook Reservoir, und ein Sumpfgebiet, der Salsbury Swamp, finden sich ebenfalls. Der höchste Berg ist der Mount Moosalamoo mit 797 m (2615feet), an der Nordost-Seite des Sees. Ihm zu Füßen liegt der Branbury State Park, direkt an den Ufern des Lake Dunmore, mit Campingground für Sommercamping.

### Nachbargemeinden
Alle Entfernungen sind als Luftlinien zwischen den offiziellen Koordinaten der Orte aus der Volkszählung 2010 angegeben.
- Norden: Middlebury, 2,9 km
- Nordosten: Ripton, 12,9 km
- Südosten: Goshen, 13,7 km
- Süden: Leicester, 2,1 km
- Südwesten: Whiting, 11,4 km
- Nordwesten: Cornwall, 11,9 km

### Klima
Die mittlere Durchschnittstemperatur Salisbury liegt zwischen −8,3 °C (17 °Fahrenheit) im Januar und 20,6 °C (69 °Fahrenheit) im Juli. Damit ist der Ort gegenüber dem langjährigen Mittel Vermonts um etwa 2 Grad kühler. Die Schneefälle zwischen Oktober und Mai liegen mit bis zu zwei Metern etwa doppelt so hoch wie die mittlere Schneehöhe in den USA, die tägliche Sonnenscheindauer liegt am unteren Rand des Wertespektrums der USA, im Zeitraum September bis Dezember zum Teil deutlich darunter.

## Geschichte
Vor den ersten schriftlichen Überlieferungen durch weiße Siedler war das Gebiet des heutigen Salisbury zumindest zeitweise von Indianern bewohnt; eine Höhle östlich des Lake Dunmore war der Fundplatz von Pfeilspitzen und ähnlichen Überbleibseln. Offen bleibt, ob dies eine permanente Besiedlung gewesen ist; die Green Mountains gelten im Allgemeinen nur als Jagdgebiet bzw. die Pässe als Durchgang zum Tal des Connecticut River mit seinen dortigen Jagd- und Siedlungsgebieten der Ureinwohner.
Die niedergeschriebene Geschichte Salisburys beginnt am 3. November 1761 mit der Deklaration eines Siedlungsgebietes von 23.040 acres (etwa 93,2 km²) im Rahmen der New Hampshire Grants an 61 Käufer. Dies waren, wie in den meisten Fällen, in erster Linie Spekulanten; nur ein einziger der ursprünglichen Käufer ließ sich später auf dem gekauften Land nieder; die meisten Parzellen wurden weiterverkauft. Das erste Treffen der Käufer fand in Salisbury in Connecticut statt, von wo später viele der Siedler kamen.
Während der Aufnahme des Landes stellte sich heraus, dass durch Vermessungsfehler und – im Rahmen der Einmessung neuer Siedlungsgebiete damals übliche – Sicherheitsaufschläge für die Siedler umliegender Landnahmen diese Fläche nicht zur Verfügung stand. Da die wenige Tage zuvor gegründete Town Leicester dieselbe Fläche aufweisen sollte, die auch Salisbury zugesprochen worden war, statt der notwendigen acht Meilen Abstand zu Brandon den Grenzen der zuvor eingerichteten Towns Brandon im Süden und Middlebury im Norden nur acht Meilen statt der notwendigen zwölf Meilen zur Verfügung standen, kam es zu Grenzstreitigkeiten zwischen den Neusiedlern. Erst am 18. April 1796 konnten sich die beteiligten Gemeinden auf gemeinsame Grenzen einigen. Beide Towns verfügten danach über eine Fläche von etwa 16.000 acres (ca. 63 km²). Am 1. Oktober 1832 wechselte allerdings noch ein Streifen von 300 × 4500 m (60 × 900 rods), entsprechend 1,37 km², von Salisbury nach Ripton. Weitere kleine Grenzänderungen in den nächsten Jahren ließen schließlich die heutige Form der Town entstehen.
Zunächst war das Interesse, hier zu siedeln, äußerst gering. Erst als 1774 das Angebot erging, dass jeder Käufer einer Parzelle zusätzlich 200 acres Land (etwa 81 ha) geschenkt bekäme, änderte sich die Situation. Die erste Besiedlung wurde ab dem Frühjahr 1774 aufgenommen; allerdings wurde die Weizenfarm vorerst nur für den Sommer genutzt. In den Wintermonaten fanden die Siedler Unterkunft in ihrer Herkunftstown Arlington. Weitere Siedler, insbesondere aus Connecticut (und dort wiederum aus Salisbury), aber auch aus Massachusetts und anderen Towns Vermonts, besonders Bennington Countys, folgten.
Trotz einiger Indianerüberfälle und der Unsicherheiten durch den Unabhängigkeitskrieg gegen die Briten, der zu dieser Zeit stattfand, wuchs die Anzahl der Bewohner der neuen Town rasch an. Frühe Eisenerz-Funde und die Errichtung von Eisenhütten unterstützten diese Entwicklung. 1783 wurde die erste Sägemühle nahe dem Lake Dunmore errichtet und darauffolgend der erste Staudamm zur Gewinnung von Wasserkraft gebaut. Bei der ersten Volkszählung von 1790 wurden bereits 449 Bewohner erfasst; bis 1850 wurde die Tausender-Marke überschritten. Um 1815 entstand eine Glashütte. Salisbury war verkehrstechnisch rasch gut eingebunden; so hielt die Postkutsche, die zwischen Middlebury und Rutland verkehrte, regelmäßig in der Hauptsiedlung. Im Dezember 1849 wurde die neu errichtete Bahnstrecke Bellows Falls–Burlington mit einer Bahnstation in Salisbury eröffnet. Der erhoffte wirtschaftliche Aufschwung wurde dadurch aber nicht erreicht; vielmehr kam es zu einer anhaltenden Abwanderung von Einwohnern, besonders in das nahe Zentrum Middlebury, das aber ab der Bahneröffnung ebenfalls einen Bevölkerungsrückgang erlitt. Erst ab den 1950er Jahren, in denen die großen Straßenverbindungen gebaut wurden, wurde die Rückläufigkeit der Bevölkerungszahl wieder umgekehrt. Die Entwicklung des Lake Dunmore zu einem Naherholungsgebiet förderte diese Entwicklung, wenngleich auch heute noch der Anteil von Land- und Forstwirtschaft in der Town am höchsten ist.

### Religionen
Die Kirchen in der Town wurden, verglichen mit anderen Neubesiedlungen in Vermont, relativ spät gegründet. So wurde eine erste Gemeinde der Congregational Church erst am 8. Februar 1804, also 30 Jahre nach der Erstbesiedlung der Town, ins Leben gerufen. Im gleichen Jahr wurde auch ein Meeting House gebaut. Ein fester Priester wurde erst 1811 verpflichtet.
Die Kongregationalisten sind, wie auch die ursprünglich vorhandene methodistische Gemeinde, nicht mehr vor Ort anzutreffen. Stattdessen findet sich in Salisbury eine Gemeinde der United Church of Christ.

### Einwohnerentwicklung
| Volkszählungsergebnisse – Town of Salisbury, Vermont | Volkszählungsergebnisse – Town of Salisbury, Vermont | Volkszählungsergebnisse – Town of Salisbury, Vermont | Volkszählungsergebnisse – Town of Salisbury, Vermont | Volkszählungsergebnisse – Town of Salisbury, Vermont | Volkszählungsergebnisse – Town of Salisbury, Vermont | Volkszählungsergebnisse – Town of Salisbury, Vermont | Volkszählungsergebnisse – Town of Salisbury, Vermont | Volkszählungsergebnisse – Town of Salisbury, Vermont | Volkszählungsergebnisse – Town of Salisbury, Vermont | Volkszählungsergebnisse – Town of Salisbury, Vermont |
| Jahr                                                 | 1700                                                 | 1710                                                 | 1720                                                 | 1730                                                 | 1740                                                 | 1750                                                 | 1760                                                 | 1770                                                 | 1780                                                 | 1790                                                 |
| ---------------------------------------------------- | ---------------------------------------------------- | ---------------------------------------------------- | ---------------------------------------------------- | ---------------------------------------------------- | ---------------------------------------------------- | ---------------------------------------------------- | ---------------------------------------------------- | ---------------------------------------------------- | ---------------------------------------------------- | ---------------------------------------------------- |
| Einwohner                                            |                                                      |                                                      |                                                      |                                                      |                                                      |                                                      |                                                      |                                                      |                                                      | 446                                                  |
| Jahr                                                 | 1800                                                 | 1810                                                 | 1820                                                 | 1830                                                 | 1840                                                 | 1850                                                 | 1860                                                 | 1870                                                 | 1880                                                 | 1890                                                 |
| Einwohner                                            | 644                                                  | 709                                                  | 721                                                  | 907                                                  | 942                                                  | 1027                                                 | 853                                                  | 902                                                  | 775                                                  | 740                                                  |
| Jahr                                                 | 1900                                                 | 1910                                                 | 1920                                                 | 1930                                                 | 1940                                                 | 1950                                                 | 1960                                                 | 1970                                                 | 1980                                                 | 1990                                                 |
| Einwohner                                            | 692                                                  | 693                                                  | 635                                                  | 632                                                  | 581                                                  | 573                                                  | 575                                                  | 649                                                  | 881                                                  | 1024                                                 |
| Jahr                                                 | 2000                                                 | 2010                                                 | 2020                                                 | 2030                                                 | 2040                                                 | 2050                                                 | 2060                                                 | 2070                                                 | 2080                                                 | 2090                                                 |
| Einwohner                                            | 1090                                                 | 1136                                                 | 1221                                                 |                                                      |                                                      |                                                      |                                                      |                                                      |                                                      |                                                      |

## Kultur und Sehenswürdigkeiten

### Parks
Der Branbury State Park ist ein Naherholungsgebiet am Ostufer des Lake Dunmore zu Füßen des Mount Moosalamo mit 69 acres (etwa 0,28 km²). Der Park gehört sowohl zu Salisbury als auch zum benachbarten Brandon (aus deren Namen die Bezeichnung des Parks auch zusammengesetzt ist), von wo aus er auch verwaltet wird. Im Jahr 2012 kam es dort zu zwei Fällen einer durch Mücken übertragenen Form von Enzephalitis. Es handelte sich um das erste registrierte Auftreten dieser Form von Enzephalitis in Vermont.

## Wirtschaft und Infrastruktur

### Verkehr
Salisburys wichtigste Verkehrsverbindung ist die U.S. Route 7, die den Ort mit Middlebury im Norden und Brandon im Süden verbindet. Eine Eisenbahnverbindung oder ein Flugplatz stehen nicht zur Verfügung.

### Öffentliche Einrichtungen
Neben den üblichen städtischen Büros, der Bibliothek und der Grundschule werden in Salisbury keine öffentlichen Einrichtungen unterhalten. Das nächstgelegene Krankenhaus, das Porter Medical Center, befindet sich in Middlebury.

### Bildung
Salisbury gehört mit Bridport, Cornwall, Middlebury, Ripton, Shoreham und Weybridge zum Addison Central School District.
In Salisbury wird eine sechszügige Grundschule, die Salisbury Community School, betrieben. Weiterführende Schulen finden sich in umliegenden Gemeinden, besonders in Middlebury.

## Persönlichkeiten

### Söhne und Töchter der Stadt
- John E. Weeks (1853–1949), Politiker

### Persönlichkeiten, die vor Ort gewirkt haben
- Thomas Davenport (1802–1851), Erfinder des Elektromotors